# Tielt-Winge
Tielt-Winge ist eine belgische Gemeinde in der Provinz Flämisch-Brabant, gelegen im Herzen des Hagelands. Sie umfasst die Teilgemeinden Tielt, Houwaart, Meensel-Kiezegem und Sint-Joris-Winge.

## Im Zweiten Weltkrieg

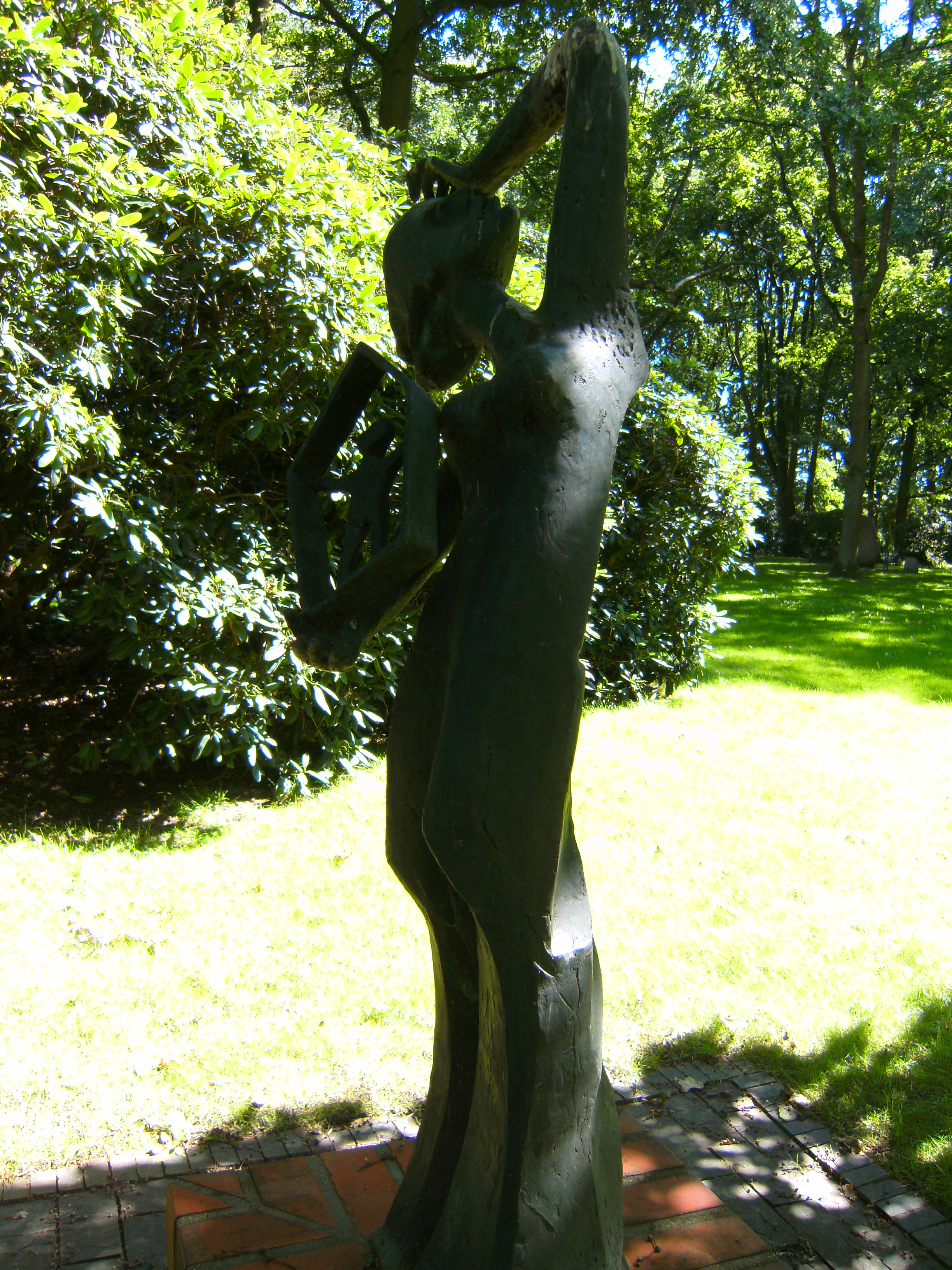
Hamburg, KZ-Gedenkstätte Neuengamme: Gedenkhain, Statue Die Verzweiflung von Meenzel-Kiezegem. Gedenken an die Deportation und Ermordung.

Bewohner des aus zwei Kirchspielen gebildeten Dorfes Meensel-Kiezegem, in dem 1944 etwa 900 Personen wohnten, wurden Opfer einer Vergeltungsaktion. Bei einem Schusswechsel mit einer kleinen Widerstandsgruppe wurde Gaston Merckx, Sohn einer mit den deutschen Besatzern kollaborierenden Bauernfamilie, tödlich verletzt. Am 1. August 1944 folgte eine Razzia, bei der deutsche und belgische SS-Einheiten Häuser nach Waffen durchsuchten. Obwohl sie nicht fündig wurden, erschossen sie drei Männer und verhafteten 15 Personen. Am 11. August folgte eine zweite Razzia, bei der 76 Personen festgenommen wurden. 71 Männer wurden im September 1944 ins Konzentrationslager Neuengamme verschleppt. Nur acht von ihnen überlebten das Kriegsende.

## Töchter und Söhne des Ortes
- Eddy Merckx (* 1945), Radrennfahrer, geboren in Meensel-Kiezegem